# Adinolepis youanga
Adinolepis youanga är en skalbaggsart som först beskrevs av Arturs Neboiss 1960.  Adinolepis youanga ingår i släktet Adinolepis och familjen Cupedidae. Inga underarter finns listade i Catalogue of Life.